# 야스다 나루미
야스다 나루미(安田 成美, 1966년 11월 28일 ~ )는 일본 도쿄도 분쿄구 출신의 배우, 가수이다. 본명은 木梨 成美(기나시 나루미).

## 연혁
초등학교 3학년 때 스카우트되어, 1981년에 가오 비오레 광고로 데뷔하였다. 다음해 드라마 《홈 스위트 홈》을 통해 배우 데뷔.
1983년, 애니메이션 《바람계곡의 나우시카》의 영화화에 맞춰 모집된 이미지걸 오디션에서 약 7500:1의 경쟁률을 뚫고 최고상을 획득한다. 1984년 동 영화의 이미지송을 부르며 가수로 데뷔.
1989년 《동급생》 이후 트렌디 드라마 붐을 타 주연 드라마가 잇따라 히트한다. 1992년 나카모리 아키나와 공동으로 주연을 맡은 《솔직한 그대로》는 최고 시청률 31.9%의 높은 시청률을 기록하였다.
1994년, NHK TV 소설 《봄이여, 오라》의 주연을 맡았으나 도중에 하차하고 같은 해, 영화 《소로반즈쿠》에 함께 출연한 기나시 노리타케와 결혼. 다음해에 장남을, 1999년에는 차남을 출산하였다.
2000년, NTV 《리미트 혹시, 우리 아이가...》를 통해 복귀. 2001년 《대하의 한 방울》을 통해 7년만에 영화 주연을 맡았다.
2003년, 장녀 출산. 다시 출산 휴가에 돌입하였다.
2004년경, 남편과 함께 도쿄 아자부에 카페 ‘3116 GALLERY CAFE’를 오픈하였다.
2006년 4월, 간사이 TV 방송의 드라마 《마지막 약속》으로 복귀.

## 출연

### 드라마
- 1982년 《홈 스위트 홈》
- 1983년 《마쓰모토 세이초의 제로의 초점》 - 요시코의 동생 역
- 1983년 《외과의 기도 슈헤이》
- 1983년 《어린 신부 나를 안아줘... 16세의 첫날 밤》
- 1983년 《이별을 가르쳐줘》
- 1985년 《아들이 연인》
- 1985년 《형사이야기 '85》
- 1985년 《사랑이 부는 바람》
- 1986년 《부모님께는 비밀로...》
- 1986년 《단 한 번 뿐인 인생》
- 1986년 《두근두근 아아 세이칸 연락선》
- 1986년 《사랑하는 시간입니다》
- 1987년 《태합기》
- 1987년 《부모자식 지그재그》
- 1987년 《정신 차리면 스모 선수의 신부》
- 1987년 《침대에서 아빠라고 부르지마》
- 1987년 《샐러드 기념일》
- 1988년 《부모자식 워즈》
- 1988년 《23시의 여자들》
- 1988년 《연애 못하는 증후군》
- 1988년 《스탠 바이 미 II》
- 1988년 《공작왕》
- 1989년 《동급생》
- 1989년 《라벤더 바람이 부는 언덕》
- 1990년 《복권》
- 1990년 《기분 좋은 사랑을 하고 싶어!》
- 1991년 《러브 스토리는 갑자기》
- 1991년 《파이팅 자이언츠4》
- 1991년 《25세의 결혼》
- 1991년 《다카다 준지의 인생 순풍만범》
- 1991년 《마쓰모토 세이초 작가 생활 40주년 기념 안개의 깃발》 - 야나기다 도코 역
- 1991년 《미나모토노 요시쓰네》
- 1992년 《솔직한 그대로》
- 1993년 《로마의 휴일》
- 1993년 《나마키가 사람들》
- 1994년 《이 사랑에 살며》
- 1994년 《봄이여, 오라 제1부》
- 1996년 《독》
- 1998년 《기묘한 이야기 봄 스페셜 - 5분 후의 여자》
- 2000년 《리미트 혹시, 우리 아이가...》
- 2006년 《마지막 약속》
- 2007년 《마츠모토 기사부로 일가 이야기 ~할아버지의 부엌~》
- 2010년 《구두닦이 소년》 - 쓰카다 게이코 역
- 2010년 ~ 2011년 《철판》 - 무라카미 마치코 역
- 2011년 《심야식당》 - 구미 역 (제11화)
- 2013년 《비브리아 고서당의 사건 수첩》 - 시노카와 치에코 역

### 텔레비전 애니메이션
- 1984년 《나인 완결편》

### 영화
- 1984년 《트로피칼 미스테리 청춘공화국》
- 1986년 《소로반즈쿠》
- 1986년 《이누시누니 세시모노》
- 1986년 《남쪽으로 달려라, 바닷길을!》
- 1987년 《빛나는 여자》
- 1988년 《마리린이 보고싶어》
- 1988년 《바보! 나, 화났거든》
- 1989년 《226》 - 다나카 가쓰 중위의 아내 히사코 역
- 1990년 《ZIPANG 청바지》
- 1991년 《깨물로 싶어》
- 1994년 《라스트송》
- 2001년 《대하의 한 방울》
- 2001년 《WATARIDORI》
- 2008년 《환희의 노래》
- 2010년 《시간을 달리는 소녀》 - 요시야마 가즈코 역
- 2010년 《곤충이야기 꿀벌 해치~용기의 멜로디~》 - 하치의 엄마 역
- 2010년 《최후의 주신구라》 - 유 역
- 2012년 《HOME 사랑스러운 자시키와라시》

### 연극·뮤지컬
- 1997년 《실비아》
- 2008년 ~ 2009년 《리처드 3세》
- 2010년 《러브 레터즈》

### 광고
- SOFINA
- 시세이도
- 일본전신전화공사 - 오렌지 라인
- Dydo Drinco - 다이도 M 커피
- 무토 - 러프티
- 코카 콜라 - 조지아 캔커피
- 깃코만
- 구보타 - 기업 이미지 캐릭터
- 타이레놀
- ROHTO 제약 - 판시롱 신 위장약, 판시롱 QQ, 판시롱 위장 내복액, 판시롱 NOW
- 미쓰비시 전기 - 가전제품 이미지 캐릭터
- 야마이치 증권 - 중국펀드
- 오르비스
- 아지노모토 - CooK Do[4]
- KOSÉ
  - 그랑데 (2001년 ~ 2003년)
  - 모이스처 스킨 리페어 (2004년 ~ 2006년)
- 토요타 자동차 - 시엔터 (2006년 ~ 2010년)
- 라이온 - 향기와 데오드란트 소프란 (2008년 ~ )
- mizkan - 스시메 (2010년 ~ )
- 가메다 제과 - 슈퍼 플래쉬 감씨 (2011년 ~ )

### 내레이션
- 《에코네 ~미래의 아이들에게~》 (2008년 4월 ~ 2009년 3월, TBS)
- 《지구 절경기행》 (2010년 4월, BS-TBS)
- 《"죽음"을 바라보는 무대로 ~히노하라 시게아키 99세의 도전~》 (2010년 11월 3일, NHK 종합 텔레비전)
- 《목격! 일본열도 - 아이들을 지키고 싶다~후쿠시마, 방사선과 싸우는 나날~》 (2011년 10월 1일, NHK 종합 텔레비전)

### 더빙
- 2002년 《피터팬2 - 네버랜드의 비밀》

## 음반
도쿠마 재팬 커뮤티케이션즈에서 발매

### 싱글
1. 바람계곡의 나우시카 (風の谷のナウシカ)
작사 : 마쓰모토 다카시 / 작곡 : 호소노 하루오미 / 편곡 : 하기타 미쓰오 / 1984년 1월 25일
2. 트로피칼 미스테리 (トロピカル・ミステリー)
작사 : 마쓰모토 다카시 / 작곡 : 오무라 마사아키 / 편곡 : 하기타 미쓰오 / 1984년 4월 25일
3. 투명한 오렌지 (透明なオレンジ)
작사 : 마쓰모토 다카시 / 작곡 : 미나미 요시타카 / 편곡 : 후나야마 모토키 / 1984년 7월 25일
4. 은색 하모니카 (銀色のハーモニカ)
작사 : 마쓰모토 다카시 / 작곡 : 호소노 하루오미 / 편곡 : 호소노 하루오미, 하기타 미쓰오 / 1984년 10월 25일
5. 서머 프린세스 (サマー・プリンセス)
작사 : 마쓰모토 다카시 / 작곡 : 하야시 데쓰지 / 편곡 : 오무라 마사아키 / 1985년 4월 25일
6. 추억의 록앤롤 (思い出のロックンロール)
작사 : 오누키 다에코, Serge Gainsbourg / 작곡 : Serge Gainsbourg / 1988년 9월 25일

### 앨범
1. 야스다 나루미 (安田成美, 1984년 4월 25일)
  1. 바람계곡의 나우시카
  2. 蝶をちぎった少女 / 나비를 찢은 소녀
  3. Sueはおちゃめなパン屋さん / Sue는 장난스러운 빵가게 주인
  4. 星屑たちのクルージング / 별가루 크루징
  5. 風の妖精 / 바람의 요정
  6. 水のナイフ / 물의 나이프
  7. 寂しい優しさ / 쓸쓸한 다정함
  8. 트로피칼 미스테리
  9. 月のミューズ / 달의 뮤즈
  10. 風の刺青 / 바람의 문신
2. 진저 (ジンジャー, 1988년 3월 25일)
  1. 추억의 록앤롤
  2. 浜辺のポートレイト / 해변의 포트레이트
  3. パパを愛したように / 아빠를 사랑한 것처럼
  4. 夢は夢の中へ / 꿈은 꿈속으로
  5. MOMO
  6. 夜のパティオで / 밤의 파티오에서
  7. ハイウェイ歩けば / 하이웨이를 걸으면
  8. 突然彼を奪われて / 갑자기 그를 빼앗겨
  9. 初めての街 / 첫 거리
  10. 星の降る夜 / 별이 쏟아지는 밤

### 베스트 앨범
1. 전곡집 (全曲集, 1984년 11월 25일)
  1. 바람계곡의 나우시카
  2. Sue는 장난스러운 빵가게 주인
  3. 투명한 오렌지
  4. 夢の散歩 / 꿈의 산책
  5. 쓸쓸한 다정함
  6. 바람의 문신
  7. 물의 나이프
  8. 은색 하모니카
  9. 나비를 찢은 소녀
  10. 별가루 크루징
  11. 바람의 요정
  12. 달의 뮤즈
  13. 트로피칼 미스테리
  14. 悪戯な小鳥 / 장난스러운 작은 새
2. 전곡집 (全曲集, 1989년 9월 25일)
  1. 바람계곡의 나우시카
  2. 트로피칼 미스테리
  3. 투명한 오렌지
  4. Sue는 장난스러운 빵가게 주인
  5. 쓸쓸한 다정함
  6. 은색 하모니카
  7. 물의 나이프
  8. 추억의 록앤롤
  9. 아빠를 사랑한 것처럼
  10. 밤의 파티오에서
  11. 갑자기 그를 빼앗겨
  12. 첫 거리
  13. 별이 쏟아지는 밤
  14. 장난스러운 작은 새
  15. 바람의 문신

## 수상
- 1983년 《바람계곡의 나우시카》 이미지걸 그랑프리
- 1986년 제8회 요코하마 영화제 여우주연상
- 1987년 엘란도르상 신인상
- 1988년 제13회 호치영화제 최우수여우주연상
- 1989년 제12회 일본 아카데미상 최우수여우주연상
- 1989년 제3회 다카사키영화제 최우수여주우연상
- 1991년 제2회 일본주얼리베스트드레서상 20대부문
- 1993년 제1회 하시다상
- 2002년 제25회 일본 아카데미상 우수여우주연상
- 2009년 제2회 베스트드레서상